# Miss Europe 2006

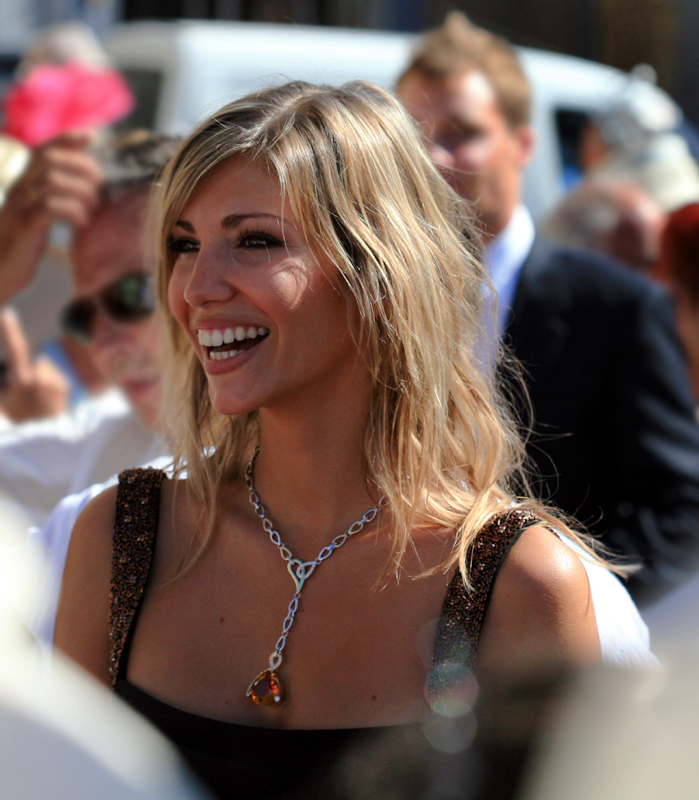
Alexandra Rosenfeld, Miss France und Miss Europe 2006

Der Wettbewerb um die Miss Europe 2006 war der dritte und letzte seit 2003, den Endemol durchführte, ein international operierendes Fernsehproduktions- und Entwicklungsunternehmen mit Sitz in den Niederlanden. Die Wahl 2004 war ausgefallen. Endemol produzierte auch die Fernseh-Übertragung.
Die Kandidatinnen waren in ihren Herkunftsländern von nationalen Organisationskomitees ausgewählt worden, die mit Endemol Lizenzverträge abgeschlossen hatten. Dabei muss es sich nicht in jedem Fall um die Erstplatzierte in ihrem nationalen Wettbewerb gehandelt haben.
Die Veranstaltung fand am 27. Oktober 2006 in der ukrainischen Hauptstadt Kiew statt. Es gab 33 Bewerberinnen.
| Land                    | Schreibweise bei Pageantopolis   | Schreibweise in der Heimatsprache                       | Teilnahme an weiteren Wettbewerben                                                         |
| ----------------------- | -------------------------------- | ------------------------------------------------------- | ------------------------------------------------------------------------------------------ |
| Platzierungen           |                                  |                                                         |                                                                                            |
| 1. Frankreich           | Alexandra Rosenfeld              | Alexandra Rosenfeld                                     | Miss Universe 2006                                                                         |
| 2. Ukraine              | Alena Avramenko                  | Алена Авраменко                                         |                                                                                            |
| 3. Spanien              | Laura Ojeda Ramírez              | Laura Ojeda Ramírez                                     |                                                                                            |
| 4. Polen                | Katarzyna Weronika Borowicz      | Katarzyna Borowicz                                      | Miss World 2004: Platz 4, Miss Earth 2005: Platz 3                                         |
| 5. Belarus              | Yuliya Sindzeyeva                | Юлія Сіндзеева (belarussisch), Юлия Синдеева (russisch) | Miss International 2007: Platz 3, Top Model of the World 2008: Semifinale, Miss World 2009 |
| Top 12                  |                                  |                                                         |                                                                                            |
| Armenien                | Marina Vardanyan                 | Մարինա Վարդանյան                                        |                                                                                            |
| Belgien                 | Kaat Vermeeren                   |                                                         |                                                                                            |
| Deutschland             | Daniela Domröse                  | Daniela Domröse                                         |                                                                                            |
| Finnland                | Sini Vahela                      | Sini Vahela                                             |                                                                                            |
| Moldau                  | Yekaterina Vigovskaya            | Ekaterina Vigovskaya                                    |                                                                                            |
| Norwegen                | Karoline Nakken                  |                                                         | Miss International 2005                                                                    |
| Schweiz                 | Sabine Christina Heierli         | Sabine Christina Heierli                                |                                                                                            |
| Weitere Teilnehmerinnen |                                  |                                                         |                                                                                            |
| Albanien                | Suada Bilbil Sherifi             |                                                         | Miss World 2005                                                                            |
| Bosnien und Herzegowina | Valentina Jurkovic               | Valentina Jurković                                      |                                                                                            |
| Bulgarien               | Ralitsa Bratovanova              | Ралица Братованова                                      |                                                                                            |
| Dänemark                | Sandra Vester                    | Sandra Vester                                           | Miss Scandinavia 2005                                                                      |
| Estland                 | Jana Kuvaitseva                  | Jana Kuvaitseva, Яна Кувайцева (russisch)               |                                                                                            |
| Georgien                | Tatia Aprasidze                  | თათია აპრასიძე                                          |                                                                                            |
| Griechenland            | Olympia Hopsonidou               | Ολυμπία Χοψονίδου (Olympia Chopsonidou)                 | Miss Universe 2006                                                                         |
| Großbritannien          | Eleanor Mary Ann Glynn           | Eleanor Glynn                                           | Miss World 2006                                                                            |
| Island                  | Asdís Svava Hallgrímsdóttir      | Ásdís Svava Hallgrímsdóttir                             | Miss World 2006                                                                            |
| Malta                   | Sefora Micallef                  |                                                         |                                                                                            |
| Montenegro              | Maja Perovic                     | Maja Perovič                                            |                                                                                            |
| Niederlande             | Florencia Mulder                 | Florencia Mulder                                        |                                                                                            |
| Österreich              | Cathrin Czizek                   | Cathrin Czizek                                          |                                                                                            |
| Rumänien                | Irina Cucireve                   | Irina Cucireve                                          |                                                                                            |
| Schweden                | Cecilia Zatterl Harbo Kristensen |                                                         | Miss International 2005, Miss Earth 2006                                                   |
| Serbien                 | Ana Sain                         | Ana Šain                                                |                                                                                            |
| Slowakei                | Katarina Holanova                | Kateřina Holánová                                       |                                                                                            |
| Tschechien              | Daniela Frantzova                | Daniela Frantzová                                       |                                                                                            |
| Türkei                  | Sedla Ögrük                      |                                                         |                                                                                            |
| Ungarn                  | Tunde Semmi-Kis                  | Semmi-Kis Tünde                                         | Miss World 2005                                                                            |
| Zypern                  | Konstantina Kristodoulou         | Κωνσταντίνα Χριστοδούλου                                |                                                                                            |

## Nachfolgeveranstaltungen
Wahlen, die für Moskau 2007 sowie Beirut 2008 und 2009 angekündigt waren, fanden nicht statt. Danach war von diesem Wettbewerb nichts mehr zu hören.
In der Folgezeit gab es zahlreiche Wettbewerbe mit ähnlich klingenden Namen:
- Miss European 2000–2015[3]
- Miss European Union 2004–?[4]
- Miss Europe Continental seit 2013[5]
- Miss Europe World seit 2015[6]

Dies lässt die Folgerung zu, dass Titel und Marke Miss Europe® immer noch im Besitz von Endemol waren und andere Veranstalter sich gezwungen sahen, den Markenschutz auf diese Weise zu umgehen.
Erst 2016 gab es wieder eine Wahl zur Miss Europe, organisiert von einer Miss Europe Organization mit Sitz in London, später Edinburgh. Fotos der Siegerinnen von 2016 und 2017 zeigen sie mit derselben Krone, die auch die Gewinnerinnen von 2003 bis 2006 getragen haben. Damit soll offenbar eine Kontinuität zu den früheren Veranstaltungen hergestellt oder zumindest suggeriert werden.